# Tim Hoogland
Tim Hoogland (Marl, 11 giugno 1985) è un ex calciatore tedesco, di ruolo difensore, vice allenatore dello Schalke 04.

## Palmarès
- Coppa di Germania: 1

Schalke 04: 2010-2011
- Supercoppa di Germania: 1

Schalke 04: 2011